# Okręt widmo
Okręt widmo (ang. The Phantom Ship) – powieść gotycka, z gatunku literatury marynistycznej. Jej autorem jest Frederick Marryat, napisana została w 1839 roku. Jej akcja oparta jest na literackim rozwinięciu legendy o Latającym Holendrze.

## Streszczenie
Filip Vanderdecken jest młodym człowiekiem o porywczej naturze. Mieszka wraz z matką w holenderskim mieście Terneuzen. W jego rodzinnym domu znajduje się izba, od lat zamknięta, a powód jej zamknięcia jest tajemnicą matki Filipa. Przed śmiercią matka dzieli się z synem sekretem. Ojciec Filipa był marynarzem, kapitanem okrętu. Podczas swego ostatniego rejsu, nie mogąc z powodu burzy opłynąć Przylądka Dobrej Nadziei, uśmierzył bunt załogi, domagającej się zawrócenia do Zatoki Stołowej, wyrzucając za burtę przywódcę buntu, pilota Schriftena. Poprzysiągł przy tym na relikwię Krzyża świętego, którą nosiła jego małżonka, iż choćby miał żeglować "do sądnego dnia", opłynie ów przylądek. Przeklinał przy tym i bluźnił Bogu. Jego przysięga została przyjęta, został przez Boga skazany na wieczne żeglowanie po morzach bez możliwości zawinięcia do portu i przynoszenie pecha napotykanym statkom, chyba że okaże skruchę i ucałuje relikwię, na którą przysięgał.
Pozwolono mu jednak ukazać się żonie w postaci zjawy, i przekazać jej list z informacją o możliwym sposobie zbawienia jego duszy i uwolnienia oceanów od złowróżebnej zjawy. Ukazał się jej właśnie w owej zamkniętej izbie i tam od lat spoczywa też ów list.
Po śmierci matki Filip natychmiast otwiera izbę. Znajduje znaczną ilość pieniędzy oraz list.
Postanawia przyjąć rolę zbawcy ojca, uważając to za swój obowiązek wobec niego.
Pierwszą przeszkodą, jaką ma do pokonania, jest kradzież relikwii przez medyka nazwiskiem Poots, leczącego matkę Filipa przed jej śmiercią. Medyk po kradzieży zabarykadował się w swoim domu, a Filip, nie mogąc dostać się do środka, podpalił jego drzwi, by zmusić go do wyjścia i zwrotu relikwii. Akcja potoczyła się jednak inaczej - z okna wychyliła się piękna Amine, córka medyka, i spytała o powody krwiożerczych zamiarów Vanderdeckena. Wysłuchawszy go, obiecała skłonić swego ojca do zwrotu relikwii, jeśli ten ją posiada. Tak też się dzieje - Filip ugasił niegroźny jeszcze pożar i odzyskał relikwię.
Amine i Filip wkrótce zakochali się w sobie i pobrali się. Jednakże obowiązek wobec ojca nakazywał mu rozstanie z nią i wypłynięcie na morze. Filip podczas pobytu w Amsterdamie podjął starania o zaokrętowanie na statku płynącym do Indii Wschodnich, mając nadzieję na spotkanie widmowego okrętu ojca w okolicach Przylądka Dobrej Nadziei. Minęło jednak kilka miesięcy, i gdy Filip niemal już zapomniał o swych planach, o co zresztą Amine bardzo się starała, gdy w ich domu pojawił się jednooki, przerażający pilot Schriften, z listem informującym o możliwości wypłynięcia w morze.
Schriften to druga z zasadniczych przeszkód na drodze młodego Vanderdeckena do dotrzymania słowa danego Bogu i ojcu. Podczas morskich rejsów, Schriften podburza przeciwko Filipowi załogę, usiłuje wykraść mu relikwię, zraża do niego towarzyszy podróży sugerując jego koligację rodzinną z przeklętym kapitanem widmowego statku.
Filip dzieli swoje życie między morskie wyprawy a życie w Terneuzen u boku Amine. Niejednokrotnie spotyka Latającego Holendra, zawsze kończy się to zagładą statku i śmiercią wielu ludzi. Ale nie jest mu dane dostarczyć ojcu relikwii. Zawsze coś stoi na przeszkodzie, najczęściej Schriften, który w finale powieści okazuje się być widmem owego wyrzuconego za burtę pilota z Latającego Holendra, któremu pozwolono przeszkadzać Filipowi w wypełnieniu zadania.
Jednym ze statków, na którym Vanderdecken płynie na spotkanie ojca, jest Oost-Indiaman "Vrouw Katerina", stare pudło mające już dawno za sobą lata świetności. Kapitan "Pani Katarzyny" jest szaleńczo zakochany w tym zewłoku okrętu i nie pozwala powiedzieć nań złego słowa. Niestety - jak prawie wszystkie statki, na których pokłady wchodzi młody Vanderdecken, także i "Vrouw Katerina" kończy źle wskutek pożaru. Niepoprawny kapitan pod niebiosy opiewa żałosny koniec swego statku...
Amine ciężko przeżywa rozstania z mężem. W końcu, gdy Filip jako kapitan okrętu ma prawo zabrać ze sobą żonę, nakłania ją do wspólnego rejsu. Kończy się on tragicznie - rozdzieleniem małżonków. Filip z ocalałymi marynarzami dopływa do bezludnej wyspy, Amine zaś trafia do portugalskiej kolonii Goa.
Amine jest zrozpaczona rozstaniem z mężem. Korzystając z wiedzy, którą przekazała jej matka, usiłuje w sposób magiczny dowiedzieć się o jego losach. Niestety, praktyki te wymagają pomocy innych osób, a Goa należy do katolickiej Portugalii, gdzie w owym czasie szaleje Inkwizycja. Amine zostaje zdradzona, a następnie oskarżona o herezję i czary. Odmawia okazania skruchy, zachowuje się bardzo dumnie. Zostaje spalona na stosie podczas uroczystości auto-da-fé.
Filip zdołał opuścić wyspę i dostać się do Batawii (ob. Dżakarta w Indonezji). Nie ustaje w poszukiwaniach Amine, udaje mu się jeszcze ostatni raz zobaczyć ją - mimo odziania w upokarzający strój pokutny i ogolonej głowy, pełnej dumy i pogardy dla swych prześladowców. Filip, mimo nadludzkich wysiłków, nie jest w stanie jej uwolnić ani jej pomóc.
Po stracie Amine Filip zostaje strzępem człowieka. Oprócz żony utracił też najbliższego przyjaciela, rozszarpanego przez tygrysa, zobojętniał już na wszystko, z wyjątkiem poszukiwania ojca, chce już tylko wypełnić swe zadanie i zginąć.
Filip jest już starcem, a Schriften nie postarzał się nawet o rok. Vanderdecken nie ma już żadnych wątpliwości, z kim ma do czynienia. Podczas swego ostatniego rejsu Filip znów widzi okręt ojca. W desperacji usiłuje doścignąć oddalającą się zjawę. Towarzyszy mu Schriften, kpiąc z niego i przepowiadając, że nigdy nie zdoła dogonić tego okrętu. Nakłania go też do tego, by zmniejszył ciężar łodzi wyrzucając z niej Schriftena. Filip jednak nie chce tego uczynić. Mówi: "Nie wiem, kim jesteście ani dlaczego próbujecie mi przeszkodzić. Wiem jednak, że podobnie jak ja, macie swoje zadanie do wypełnienia, i wypełniacie je najlepiej, jak potraficie". Deklaruje przebaczenie pilotowi wszystkiego, co tamten mu uczynił.
Wówczas Schriften ujawnia, że taki właśnie był warunek: okazanie przebaczenia największemu wrogowi. Filip dogania "Latającego Holendra" i dostarcza ojcu relikwię. Kapitan Vanderdecken i jego widmowa załoga zostają zbawieni, a okręt wraz z załogą i Filipem pogrąża się w morskiej otchłani.